# Il Castello del Diavolo
Il Castello del Diavolo (dall'originale inglese The Castle of the Devil) è un gioco da tavolo ideato da Michael Palm e Lukas Zach. I giocatori si dividono in due squadre nel tentativo di raggiungere la vittoria attraverso il possesso di chiavi o calici a seconda del team di appartenenza; tuttavia, i giocatori non conoscono i propri compagni di squadra né possono rivelarsi, ma dovranno capire dalle azioni effettuate dagli avversari chi appartiene alla fazione nemica e chi invece alla propria.